# 율리우스 톰센

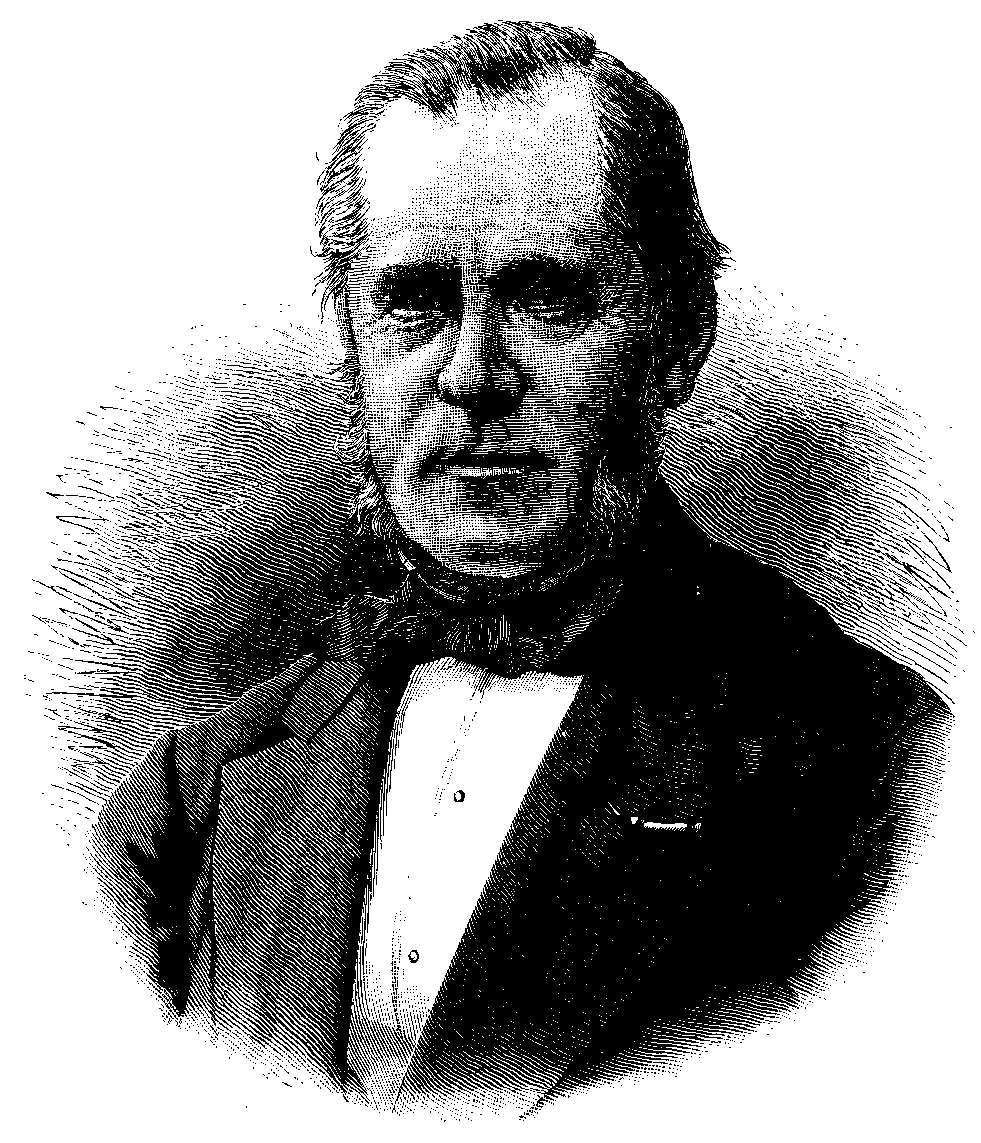

한스 페테르 외르겐 율리우스 톰센(Hans Peter Jørgen Julius Thomsen, 1826년 ~ 1909년)은 덴마크의 화학자이다.
코펜하겐에서 출생하여, 화학 교수가 되어 한동안 활약하였다. 1852년 이래 헌신적으로 열화학의 연구에 전념하였다. 그의 연구는 《열화학 실험》에 모두 기록되어 있다. 또 공업 화학자로서 빙정석 공업을 창설하는 데 힘썼다.

## 같이 보기
- 확장 주기율표
- 주기율표
- 오가네손

## 참고 자료
- 이 문서에는 다음커뮤니케이션(현 카카오)에서 GFDL 또는 CC-SA 라이선스로 배포한 글로벌 세계대백과사전의 내용을 기초로 작성된 글이 포함되어 있습니다.